# Sumec sklovitý
Sumec sklovitý, též sumeček sklovitý (Kryptopterus bicirrhis), je druh sladkovodní ryby patřící do rodu Kryptopterus. Ztráta pigmentace v kůži a svalovině způsobuje, že je sumec sklovitý průhledný. Při velmi silném osvětlení akvarijní nádrže se průhlednost ztrácí.

## Výskyt
Původní domovinou této ryby jsou asijské řeky Mekong a Chao Phraya. Vyskytují se též na indonéských ostrovech Borneo a Sumatra. V těchto oblastech je ryba běžně lovena.

## Chov a odchov
Jedná se o mírumilovnou a klidnou rybu. V akváriích se doporučuje chov minimálně šesti jedinců. Ve větším hejně ryba ztrácí plachost. Vyžadují filtrovanou vodu stálého složení a s kyselostí nejlépe nad 6,5 pH. Sumeček sklovitý je všežravá ryba a nepotřebuje speciální krmivo. Dlouhé vousky u tlamky bývají náchylné k lámání. Mají však schopnost regenerace a samy znova dorůstají.
V zajetí se zatím nikdy nepodařilo rybu rozmnožit. Odchov by byl možný pouze s použitím hormonální stimulace.